# 受胎告知 (ムリーリョ)
『受胎告知』（じゅたいこくち、西: La Anunciación, 露: Благовещение, 英: Annunciation）は、スペインのバロック絵画の巨匠バルトロメ・エステバン・ムリーリョが1660年ごろ、キャンバス上に油彩で制作した絵画である。大きさはやや異なるものの、同じ構図の2点のヴァージョンがマドリードのプラド美術館とサンクトペテルブルクのエルミタージュ美術館に所蔵されている。プラド美術館の作品はフェリペ5世の2番目の王妃エリザベッタ・ファルネーゼが1729年に購入したもので、スペインの王室コレクションに由来する。一方、エルミタージュ美術館の作品は、1814年にアムステルダムのW・コースフェルト (W. Coesvelt) から購入されたものである。

## 作品
『新約聖書』中の「ルカによる福音書」 (1章26-38) によれば、ある日、大天使ガブリエルが聖母マリアのもとに現れ、「おめでとう、恵まれた方。あなたは神の恵みにより、男の子を産みます。その子をイエスと名付けなさい」と彼女が神の子を授かることを告げる。マリアは驚きながらもイエス・キリストの母としての役割を受け入れ、「わたしは主のはしためです。お言葉どおりこの身に成りますように」と答える。

ムリーリョなど17世紀セビーリャの画家たちの図像は、フランシスコ・パチェーコの著作『絵画芸術』 (1649年初版) にある詳細な指示にもとづいていた。同書には神学の多岐にわたるテキストを集めた資料編がつけられていたが、受胎告知に関して、パチェーコは以下のごとく記している。
日課を終えたある夕べ、マリアが縫い物を折りたたみ、聖書を読もうとそれに向かったときに、天上から大天使ガブリエルがマリアの下に降りてきた。天使とのしばしのやりとりの後、マリアは神の子を産むことを受け入れた。
ムリーリョの『受胎告知』には、そのほかにもパチェーコが特筆した細部が描かれている。1冊の本と純潔の象徴としてのユリの花を挿した花瓶のある机、画面中央の、周りに大勢の天使を伴い、光を放射する白いハトの姿をした聖霊である。本作の前景は写実的に表現されており、光と影の描写によってボリューム感が生み出され、布や物の手触りが確かめられそうなほどである。対照的に光景は、あたかも雲の中から現れ出た幻視のように見える。
この絵画が当時のセビーリャの人々にどのような意味を持っていたのかを理解するためには、セビーリャが1649年の疫病流行以降、人口が減少し、経済的に衰退した一大危機を経験していたことを想起する必要がある。この甘美に見える場面は幸福な状況を反映したものではなく、祈りによる救済と慰安への希求を表現したものなのである。